# Hilara urophora
Hilara urophora är en tvåvingeart som beskrevs av Collin 1928. Hilara urophora ingår i släktet Hilara och familjen dansflugor. Inga underarter finns listade i Catalogue of Life.